# Arilje
Arilje (Servisch: Ариље) is een gemeente in het Servische district Zlatibor, in Centraal-Servië. De gemeente telt 19.784 inwoners (2002). De oppervlakte bedraagt 349 km², de bevolkingsdichtheid is 56,7 inwoners per km².

## Plaatsen in de gemeente
| - Arilje - Bjeluša - Bogojevići - Brekovo - Vigošte - Virovo - Visoka - Vrane - Grdovići - Grivska - Dobrače | - Dragojevac - Kruščica - Latvica - Mirosaljci - Pogled - Radobuđa - Radoševo - Severovo - Stupčevići - Trešnjevica - Cerova |